# Neustadt/Vogtl.

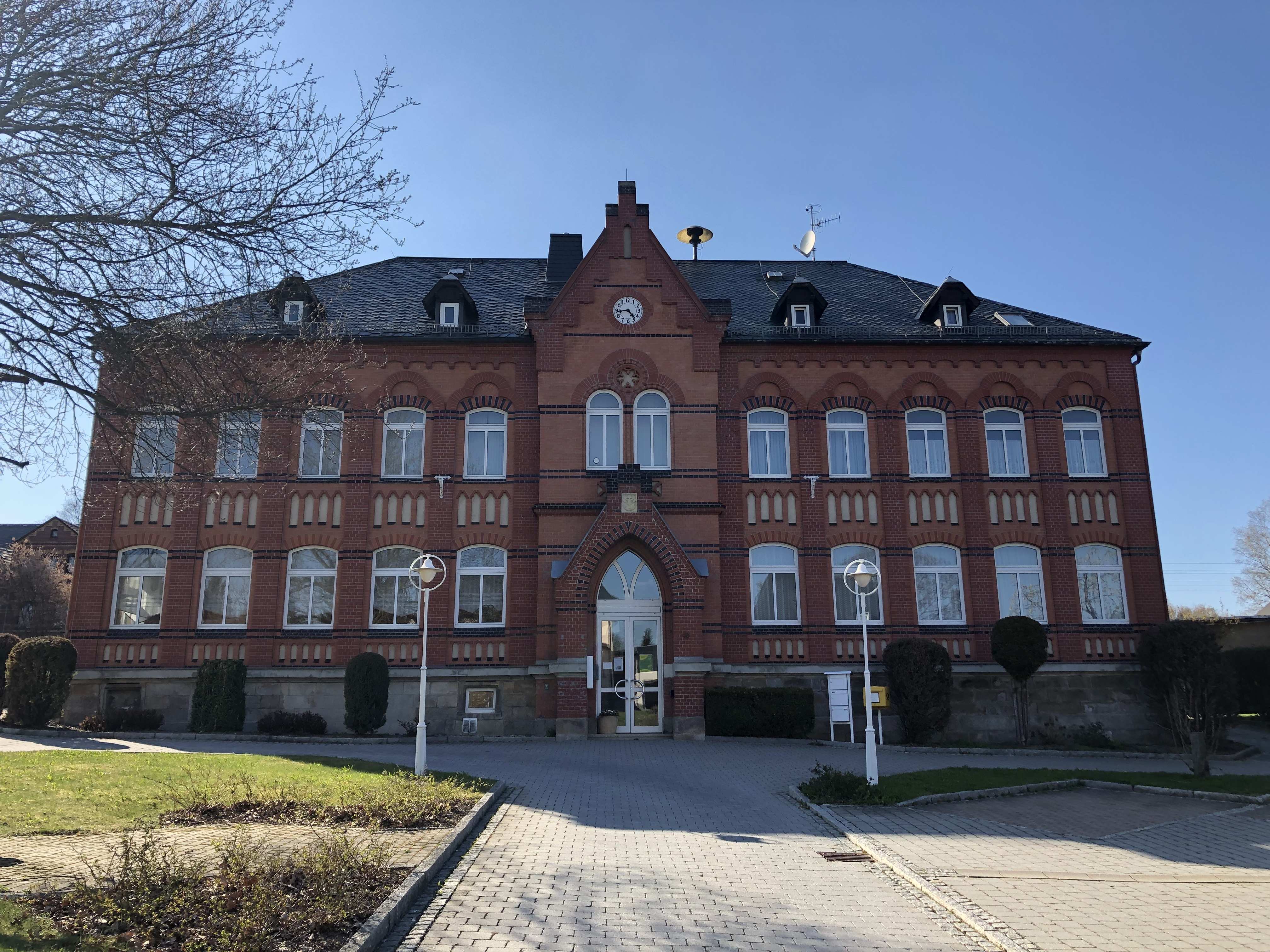
Gemeindeamt (2019)

Neustadt/Vogtl. (Neustadt/Vogtland) ist eine Gemeinde in Sachsen. Sie ist Mitglied in der Verwaltungsgemeinschaft Falkenstein (Vogtland).

## Geografie

### Lage
Die Gemeinde Neustadt/Vogtl. befindet sich im Zentrum des Vogtlandkreises und im sächsischen Teil des historischen Vogtlands. Geografisch liegt der Ort im Osten des Naturraums Vogtland. Neustadt/Vogtl. liegt auf einer Wasserscheide. Das nördliche Gemeindegebiet entwässert in die nahe der Ortslage Neustadt entspringenden Treba, das südliche Gemeindegebiet entwässert über den Geigenbach in die Trieb. Westlich der Ortslage Neustadt erhebt sich der Bezelberg. An der südwestlichen Gemeindegrenze liegt die Talsperre Werda (Geigenbachtalsperre).

### Nachbargemeinden
| Gemeinde Bergen |                                             | Stadt Falkenstein |
|                 | Kompassrose, die auf Nachbargemeinden zeigt |                   |
| Gemeinde Werda  | Stadt Schöneck                              | Gemeinde Grünbach |

### Gemeindegliederung
Ortsteile sind Neustadt, Poppengrün, Neudorf, Siebenhitz und Oberwinn.

## Geschichte

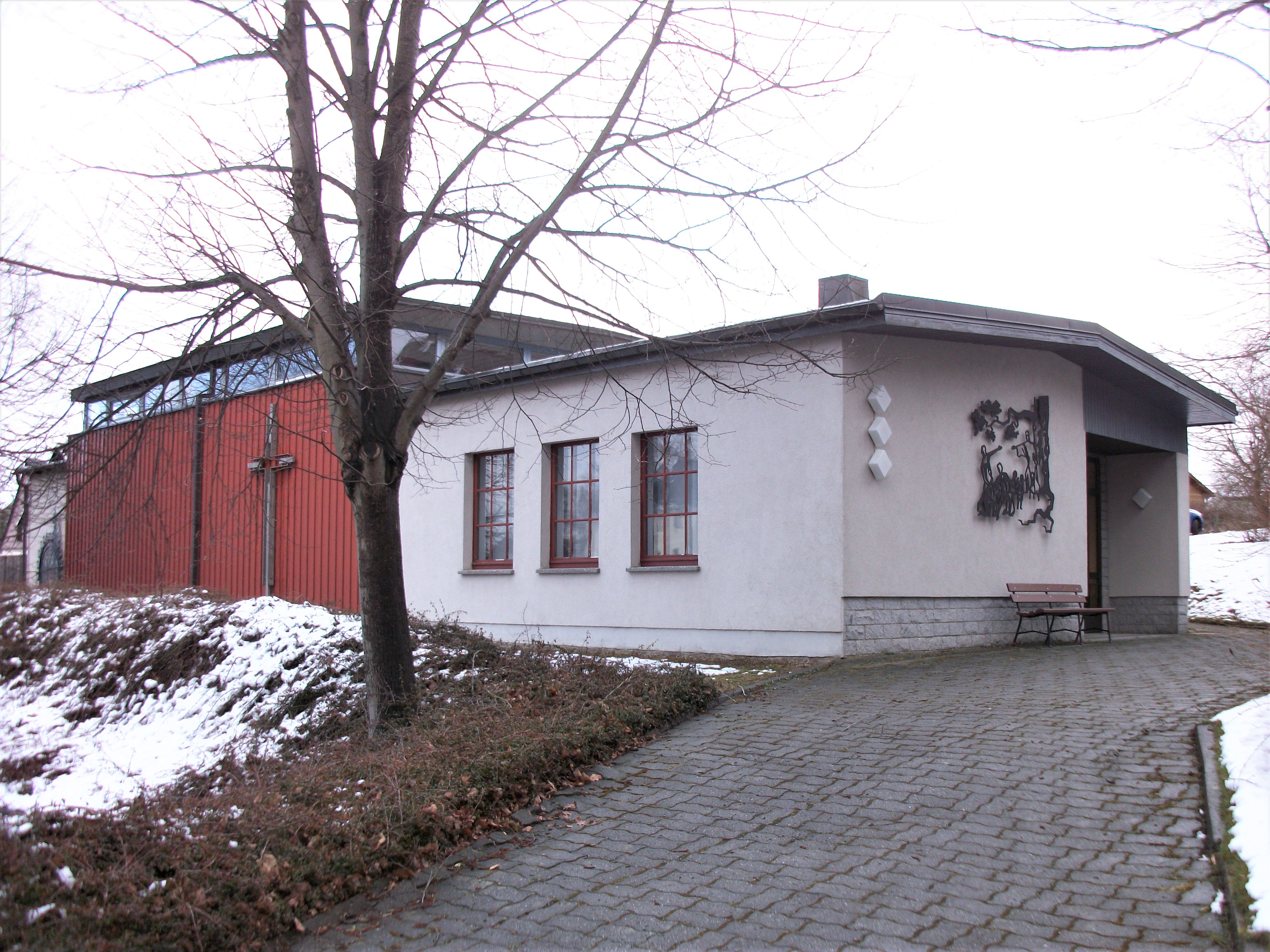
Ev.-luth. Gemeindesaal Neustadt/Vogtl.

Neustadt wurde im Jahr 1421 als „Nuwenstad“ erwähnt. In den folgenden Jahrhunderten wurde der Ort auch „Neustädtel“ genannt. Die Grundherrschaft über den Ort lag anteilig bei den Rittergütern Falkenstein, Mühlberg, Ellefeld, Dorfstadt, und Oberlauterbach. Neustadt/Vogtl. gehörte mit den in seiner Flur liegenden Siedlungen Siebenhitz und Oberwinn bis 1856 zum kursächsischen bzw. späteren königlich-sächsischen Amt Plauen. 1856 wurde Neustadt/Vogtl. dem Gerichtsamt Falkenstein und 1875 der Amtshauptmannschaft Auerbach angegliedert.
Am 1. Juli 1950 wurden die bis dahin eigenständigen Gemeinden Neudorf und Poppengrün eingegliedert. Durch die zweite Kreisreform in der DDR kam die Gemeinde Neustadt/Vogtl. im Jahr 1952 zum Kreis Auerbach im Bezirk Chemnitz (1953 in Bezirk Karl-Marx-Stadt umbenannt), der 1990 als sächsischer Landkreis Auerbach fortgeführt wurde und 1996 im Vogtlandkreis aufging.

### Einwohnerentwicklung
Entwicklung der Einwohnerzahl (ab 1998 31. Dezember):
| - 1910 – 901 - 1933 – 0871 - 1998 – 1274 - 1999 – 1283 - 2000 – 1260 - 2001 – 1267 - 2002 – 1286 - 2003 – 1280 | - 2004 – 1230 - 2007 – 1124 - 2008 – 1109 - 2010 – 1077 - 2012 – 1008 - 2013 – 0996 - 2014 – 1001 - 2015 – 0979 |

 Datenquelle ab 1998: Statistisches Landesamt Sachsen
1910 war Neustadt unter den 69 Kommunen der Amtshauptmannschaft Auerbach auf Rang 33 der Einwohnerstatistik.

## Politik

### Gemeinderat
Seit der Gemeinderatswahl am 9. Juni 2024 verteilen sich die zehn Sitze des Gemeinderates folgendermaßen auf die einzelnen Gruppierungen:
- Wählervereinigung Neustadt (WVN): 10 Sitze

Die Sitzverteilung ist mindestens seit 2014 unverändert. Tritt nur eine Gruppierung an, können die Wähler Namen aller passiv Wahlberechtigten nennen. Eine Wahl auf diesem Wege ist in den vergangenen drei Wahlen ebenso nicht geschehen.
| Wahlvorschlag              | 2024   | 2024   | 2019   | 2019   | 2014   | 2014   |
| Wahlvorschlag              | Sitze  | in %   | Sitze  | in %   | Sitze  | in %   |
| -------------------------- | ------ | ------ | ------ | ------ | ------ | ------ |
| Wählervereinigung Neustadt | 10     | 99,9   | 10     | 99,1   | 10     | 99,5   |
| Einzelvorschläge           | –      | 0,1    | –      | 0,9    | –      | 0,5    |
| Wahlbeteiligung            | 72,8 % | 72,8 % | 65,0 % | 65,0 % | 54,3 % | 54,3 % |

### Bürgermeister
Bürgermeister ist seit 2022 Bert Blechschmidt.
| Wahl | Bürgermeister     | Vorschlag | Wahlergebnis (in %) |
| ---- | ----------------- | --------- | ------------------- |
| 2022 | Bert Blechschmidt | WVN       | 96,3                |
| 2015 | Gerd Zoller       | WVN       | 96,5                |
| 2013 | Gisela Schöley    | Schöley   | 98,1                |
| 2006 | Gisela Schöley    | Schöley   | 89,7                |

### Städtepartnerschaften

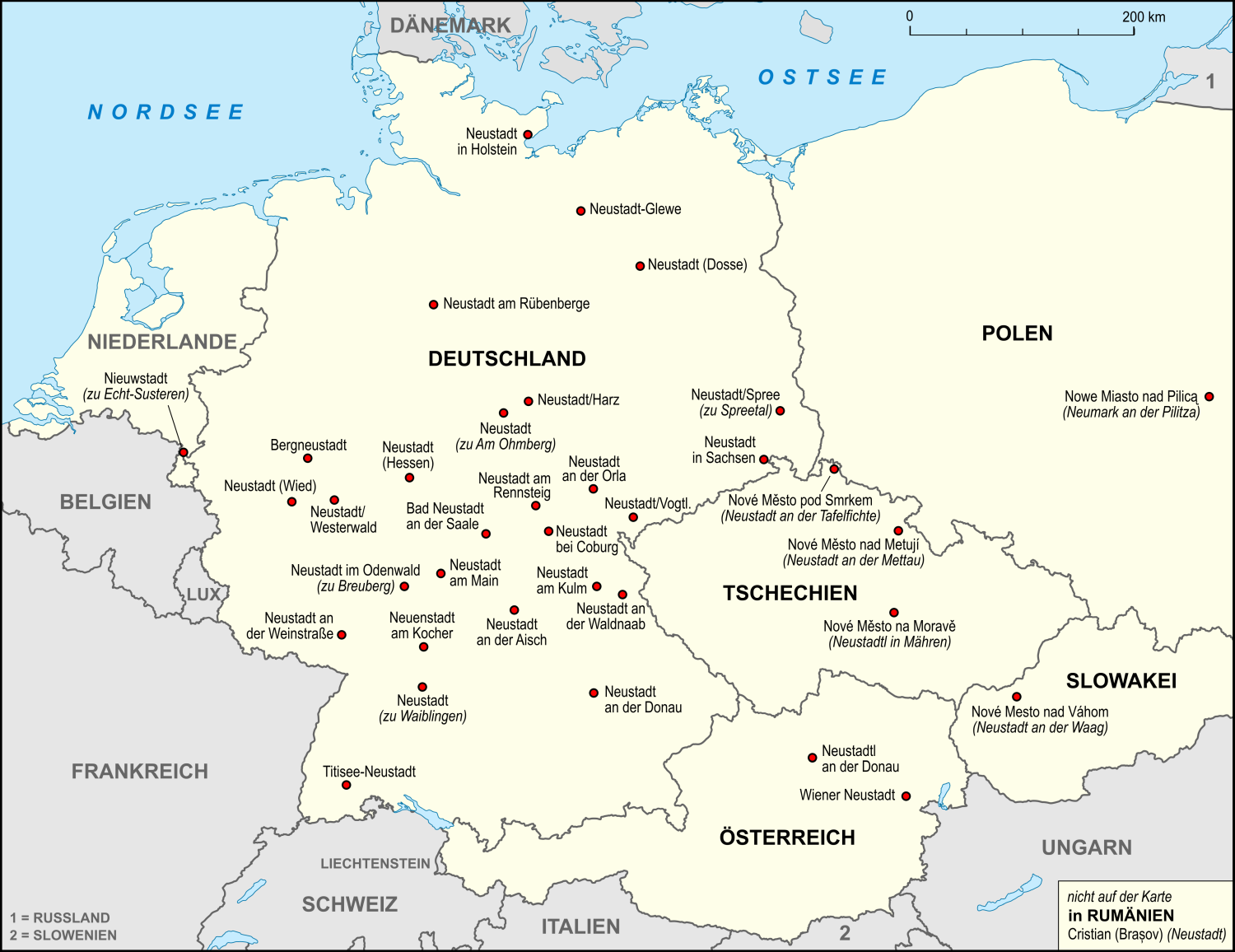
Arbeitsgemeinschaft Neustadt in Europa

Neustadt ist Mitglied der internationalen Städtefreundschaft Neustadt in Europa, in der 37 Städte mit Namen Neustadt aus acht Ländern zusammengeschlossen sind.

## Wirtschaft und Infrastruktur

### Verkehr
Nördlich von Neustadt verläuft die Bundesstraße 169. Bei Neuensalz hat diese Straße Anschluss an die Bundesautobahn 72 (Anschlussstelle 7 Plauen-Ost).
Neustadt wird über die PlusBus-Linie 50 des Verkehrsverbunds Vogtland im Stundentakt mit Rodewisch, Auerbach, Falkenstein, Oelsnitz und Plauen verbunden. Diese Linie führt entlang der Staatsstraße 303 durch die Gemeinde.

## Sehenswürdigkeiten

### Naturschutz
- Siehe auch: Liste der Naturdenkmale in Neustadt/Vogtl.